# Greg Crozier
Greg Crozier (* 6. Juli 1976 in Calgary, Alberta) ist ein ehemaliger kanadischer Eishockeyspieler, der während seiner aktiven Karriere unter anderem für die Pittsburgh Penguins in der National Hockey League sowie für die Wilkes-Barre/Scranton Penguins, Providence Bruins, Houston Aeros, Albany River Rats und San Antonio Rampage in der American Hockey League gespielt hat. Sein Vater Joe spielte ebenfalls in der National Hockey League.

## Karriere
Greg Crozier ging während seiner Juniorenzeit von 1992 bis 1995 für die Lawrence Academy im High-School-Ligensystem der Vereinigten Staaten aufs Eis. Im Anschluss verbrachte er vier Jahre an der University of Michigan. Er begann dort ein Studium und ging für deren Eishockeymannschaft, die Michigan Wolverines, in der Central Collegiate Hockey Association, einer Division der National Collegiate Athletic Association, aufs Eis. Während dieser Zeit wurde Crozier beim NHL Entry Draft 1994 in der dritten Runde an Position 73 von den Pittsburgh Penguins ausgewählt. In der Saison 1999/2000 debütierte er für die Wilkes-Barre/Scranton Penguins, das Farmteam der Pittsburgh Penguins, in der American Hockey League. In seiner Rookiesaison war der Kanadier der viertbeste Scorer der Mannschaft mit 44 Punkten. In der folgenden Spielzeit absolvierte er sein erstes Spiel für die Pittsburgh Penguins in der National Hockey League. Die restliche Saison ging er wieder in Wilkes-Barre aufs Eis und beendete die reguläre Saison mit einer Bilanz von 60 Scorerpunkten. Crozier nahm 2001 am AHL All-Star Classic teil, als er die Mannschaft der Canadian AHL All-Stars vertrat und drei Punkte erzielte. Zum Saisonende verlängerte das Management der Penguins seinen Vertrag nicht. 
Im August 2001 unterschrieb er als Free Agent einen Vertrag bei den Boston Bruins. Diese setzten ihn im Farmteam bei den Providence Bruins ein, ehe Crozier im März 2002 in einem Tauschhandel für Darryl Laplante zu den Minnesota Wild transferiert wurde. Er beendete die Saison 2001/02 bei den Houston Aeros und absolvierte für diese in der folgenden Saison sieben Einsätze, ehe er zu den Albany River Rats geschickt wurde. Im September 2003 unterschrieb der Kanadier einen Kontrakt bei den New Jersey Devils. Ab Januar 2004 spielte er als Leihspieler bei den San Antonio Rampage, für die er in 22 Begegnungen im Einsatz stand und sieben Punkte erzielte. Nach Ablauf dieses Engagements beendete Crozier nach der Saison 2003/04 seine Spielerkarriere.

## Erfolge und Auszeichnungen
- 1996 NCAA-Division-I-Championship mit der University of Michigan
- 1997 CCHA-Meisterschaft mit der University of Michigan
- 1998 NCAA-Division-I-Championship mit der University of Michigan
- 2001 AHL All-Star Classic